# Elisabetta Catalano
Elisabetta Catalano (1941, Řím – 4. ledna 2015, tamtéž) byla italská výtvarná fotografka, která se specializovala na černobílé a barevné portréty.

## Životopis
Catalano se narodila v Římě a jako samouk začala spolupracovat s různými časopisy včetně L'Espresso a Vogue. V roce 1963 se objevila ve filmu Federica Felliniho 8½. Její první samostatná výstava Uomini se konala v roce 1973 v Galerii Il Cortile v Římě a v Galleria Milano v Miláně a sestávala z portrétů umělců. V roce 1978 jí společnost Polaroid Corporation objednala výstavu Faces and Facades, sestávající ze série portrétů slavných režisérů na polaroidových printech. V roce 1980 režírovala krátký film o francouzském malíři a fotografovi J. Henrim Lartiguovi. V 80. letech uspořádala výstavu Lidé francouzské kultury v Carnavalet Museum v Paříži a fotografie později zakoupilo Nové muzeum fotografie v Paříži do své stálé sbírky. V roce 1992 Galleria Nazionale d'Arte Moderna v Římě uspořádala retrospektivu její tvorby. Její poslední výstava Le Collezioni, Non basta ricordare (italsky: Sbírky, nejen vzpomínky) byla uspořádána v roce 2014 v muzeu MAXXI v Římě.

## Filmografie
| Rok  | Titul | Role                          | Poznámky |
| ---- | ----- | ----------------------------- | -------- |
| 1963 | 8½    | Matilde - la sorella di Luisa |          |